# Frank Gervais
Pour les articles homonymes, voir Gervais.
Frank Gervais est un compositeur français, notamment de musique de films.

## Filmographie (compositeur)
- 1997 : The funny face of Broadway, de Rémy Batteault
- 2000 : Tea Time, de Philippe Larue
- 2003 : Clandestin, de Philippe Larue
- 2003 : Après la pluie, le beau temps, de Nathalie Schmidt
- 2004 : Marie sans adieu, de Philippe Larue
- 2006 : Le Vacant, de Julien Guetta
- 2008 : Les Williams  de Alban Mench